# Aechmea involucrata
Espèce
Classification phylogénétique
Aechmea involucrata est une espèce de plantes de la famille des Bromeliaceae, endémique d'Équateur.

## Distribution
L'espèce est endémique d'Équateur.

## Description
L'espèce est épiphyte.